# John Taylor (baron Taylor de Warwick)
Pour les articles homonymes, voir John Taylor.
John David Beckett Taylor, baron Taylor de Warwick (né le 21 septembre 1952) est membre de la Chambre des lords. En 1996, à l'âge de 44 ans, il devient l'un des plus jeunes membre de la chambre haute.
Il est la troisième personne d'origine afro-caribéenne à entrer à la Chambre des Lords. Taylor est d'abord avocat et juge de district adjoint à temps partiel (tribunaux de première instance). À la suite du Scandale des dépenses du Parlement du Royaume-Uni, il est condamné à 12 mois d'emprisonnement, pour 11 277 £ de dépenses faussement réclamées, et est par la suite radié. Il est également chef d'entreprise et présentateur de télévision et de radio.

## Jeunesse
Né en 1952, Taylor est le fils d'immigrants jamaïcains de Birmingham. Son père, Derief Taylor, est un joueur de cricket professionnel et entraîneur pour Warwickshire, et sa mère, Enid, est une infirmière. Taylor fréquente la Moseley Grammar School de Birmingham, où il est préfet, puis fréquente l'Université de Keele, où il étudie la littérature et le droit anglais, à la Inns of Court School of Law de Londres.

## Carrière

### Juridique
Taylor est admis au barreau en 1978, par Gray's Inn, où il reçoit également le Gray's Inn Advocacy Award et le Norman Tapp Memorial Prize pour l'excellence du plaidoyer. Taylor entreprend son pupillage à un Dr Johnson's Buildings, et rejoint ensuite les mêmes chambres que le futur secrétaire à la Justice, Kenneth Clarke. Taylor pratique à partir de là sur le Circuit de Midland & Oxford. En 1997, Taylor est nommé juge de district à temps partiel (Magistrates 'Court). Il est radié après sa condamnation et son emprisonnement liés au Scandale des dépenses du Parlement du Royaume-Uni.

### Politique
Dans les années 1980, Taylor se tourne vers la politique locale et est élu au Conseil de Solihull pour le quartier conservateur de St Alphege lors d'une élection partielle en 1985 et est réélu pour un mandat de 4 ans en mai 1988. Il se présente à Birmingham Perry Barr pour le Parti conservateur aux élections générales de 1987, perdant par 6 933 voix. Il est choisi par le bureau central du Parti conservateur pour être le candidat conservateur à Cheltenham aux élections générales de 1992. La campagne est considérée comme ayant été influencée par la race   avec l'arrière-plan caribéen de Taylor causant apparemment l'inquiétude à certains membres de l'association de circonscription locale du Parti conservateur, qui est complètement divisée par la question. Le Bureau central conservateur expulse les membres de l'association à cause de cette question. John Major, alors premier ministre, fait campagne pour Taylor à Cheltenham, mais il perd le siège face à Nigel Jones des libéraux démocrates par 1 668 voix, la première fois depuis 1950 que Cheltenham n'a pas voté pour un candidat conservateur et la première fois depuis décembre 1910, qu'elle vote pour un candidat aligné sur les libéraux.
Taylor est fait pair à vie en tant que baron Taylor de Warwick, de Warwick dans le comté de Warwickshire le 2 octobre 1996, sur la recommandation du premier ministre John Major. À 44 ans, il est l'un des plus jeunes pairs à siéger à la Chambre des lords à l'époque.

### Autres activités
Il est également présentateur de télévision, Crime Stalker (Carlton Television); Parler de (BBC One); et sur canal 4. Il est administrateur non exécutif, Currency Direct Ltd (démission en juillet 2010); Mottram Holdings PLc, chancelier de l'Université de Bournemouth 2001–2006, vice-président du Bureau national des petites entreprises; British Board of Film Classification, 1998–2008 et membre du Conseil du commerce international,.
Il est fondateur de la Warwick Leadership Academy (2014 à aujourd'hui) offrant des services aux jeunes,.

## Scandale des dépenses
Au début de 2009, un scandale politique majeur est déclenché par la fuite et la publication ultérieure de notes de frais présentées par des membres du Parlement du Royaume-Uni. Le 16 juillet 2010, Taylor quitte le groupe conservateur après avoir été accusé d'infractions liées à des réclamations totalisant 11 277 £.
Plusieurs centaines de membres de la Chambre des Communes et de la Chambre des Lords sont impliqués dans le scandale des dépenses, mais seulement six membres de la Chambre des Communes et deux, dont Taylor, des Lords, sont accusés et condamnés.
La défense de Taylor devant la Cour de la Couronne est que lors de sa nomination à la Chambre des lords, il a demandé à d'autres pairs des conseils sur les dépenses et les indemnités et qu'on lui avait dit que l'indemnité de subsistance, l'indemnité de bureau et les frais de voyage étaient fournis au lieu d'un salaire, ainsi que l'indemnité journalière de présence. Après avoir réclamé le coût des voyages qu'il n'avait pas effectués et le coût de l'hébergement qu'il n'avait pas occupé, Taylor est reconnu coupable de six chefs d'accusation de fausse comptabilité.
Le juge prononce une peine de 12 mois d'emprisonnement, correspondant à 11 277 livres sterling de dépenses faussement réclamées ; il dit également que le scandale des dépenses a "laissé une tache indélébile sur le Parlement" . Environ 15 membres de la Chambre des lords ont refusé de témoigner pour soutenir la défense de Taylor.

## Vie privée
Taylor se marie en 1981 et a trois enfants avec sa femme. Ils divorcent en 2005. Le Daily Telegraph rapporte que Taylor est un chrétien évangélique et en 2009, il épouse une chrétienne évangélique des États-Unis. Ce mariage dure 24 jours et est annulé en 2010. En 2015, Taylor épouse Laura Colleen Taylor.